# Егинбулак (Жарминский район)
Егинбулак (каз. Егінбұлақ) — село в Жарминском районе Абайской области Казахстана. Входит в состав Капанбулакского сельского округа. Код КАТО — 634475300.

## Население
В 1999 году население села составляло 208 человек (107 мужчин и 101 женщина). По данным переписи 2009 года, в селе проживали 144 человека (77 мужчин и 67 женщин).